# Gedenksteen aan de Europaweg

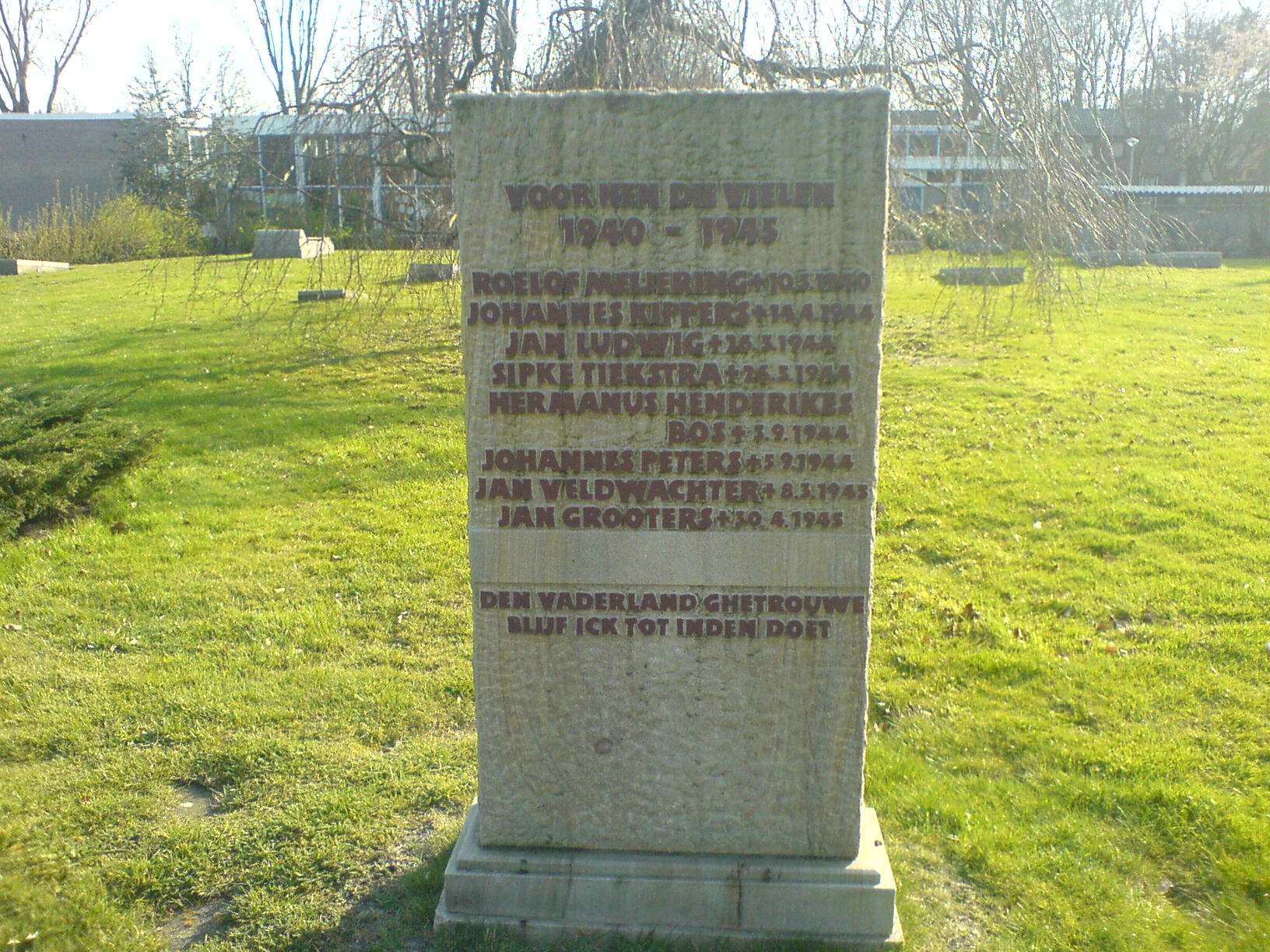
De gedenksteen

De Gedenksteen aan de Europaweg in Schoonebeek is een monument dat herinnert aan acht mensen uit deze plaats die sneuvelden in de Tweede Wereldoorlog. De gedenksteen staat langs de Europaweg op het terrein van een oude begraafplaats die nu grotendeels geruimd is.
De steen is voorzien van een tekst in bruine letters:
VOOR HEN DIE VIELEN

1940 - 1945

ROELOF MEIJERING † 10.5.1940

JOHANNES KIPPERS † 14.4.1944

JAN LUDWIG † 26.5.1944

SIPKE TIEKSTRA † 26.5.1944

HERMANUS HENDERIKES

BOS † 5.9.1944

JOHANNES PETERS † 5.9.1944

JAN VELDWACHTER † 8.3.1945

JAN GROOTERS † 30.4.1945

DEN VADERLAND GHETROUWE

BLIJF ICK TOT IN DEN DOET